# Antoni Onufry Babecki
Antoni Onufry Babecki herbu Cholewa – cześnik kowieński w latach 1767-1771, cześnik zakroczymski w latach 1756-1766.
Jako sędzia kapturowy i poseł powiatu kowieńskiego na sejm elekcyjny 1764 roku, był elektorem Stanisława Augusta Poniatowskiego na króla.